# Bernardino Alimena
Bernardino Alimena (Cosenza, 2 settembre 1861 – Cosenza, 1915) è stato un giurista e politico italiano.

## Biografia
Dopo la laurea in giurisprudenza a Roma nel 1885, insegna all'Università di Cagliari e poi a Modena dove resta per quindici anni.
Nel 1889 è il primo sindaco eletto della città di Cosenza. Diventa poi deputato eletto nel Collegio di Cosenza, ma si dimette dopo solo due mesi in polemica con chi lo aveva accusato di aver ottenuto fondi dal Governo.
Come giurista, si occupò soprattutto di diritto penale e collaborò anche alla codificazione del diritto del Regno del Montenegro.

## Opere
- Corso di diritto penale : r. Università di Modena, anno accademico 1901-1902 / - Modena: Dal Re, 1902?. - 1010, VIII p. ; 22 cm (Litografato).
- Il delitto nell'arte: prolusione al corso di diritto e procedura penale nella R. Universita di Cagliari, 25 febbraio 1899 /  - Torino: f.lli Bocca, 1899. - 91 p. ; 24 cm.
- Imputabilità e causalità: discorso detto a dì 5 novembre 1903 /. - Modena: Società tipografica modenese, 1904. - 73 p. ; 25 cm ((In testa al front.: Inaugurazione dell'anno accademico nella r. Università di Modena. - Sul verso del front.: Estratto dall'Annuario della r. Università di Modena, anno scolastico 1903-1904.
- I limiti e i modificatori dell'imputabilità - Torino: Bocca, 1894-1899. - 3 v. ; 26 cm.
- Principii di diritto penale /  - Napoli: Pierro, 1910-1912. - 2 v. ; 19 cm
- Studi di procedura penale /  Torino: Bocca, 1906. - 565 p. ; 26 cm.
- Studii di diritto penale /  - Napoli: A. Trani, 1899. - 535 p. ; 25 cm.